# 1694
Évszázadok: 16. század – 17. század – 18. század
Évtizedek: 1640-es évek – 1650-es évek – 1660-as évek – 1670-es évek – 1680-as évek – 1690-es évek – 1700-as évek – 1710-es évek – 1720-as évek – 1730-as évek – 1740-es évek
Évek: 1689 – 1690 – 1691 – 1692 –  1693 – 1694 – 1695 – 1696 – 1697 – 1698 – 1699

## Események

### Határozott dátumú események
- március 9. – I. Lipót nagykorúvá nyilvánítja a gyámsága alatt álló 18 éves II. Rákóczi Ferencet.[1]
- július 27. – Megalakul a Bank of England, sikeresen választva el egymástól az uralkodói és állami jövedelmeket.[2][3]
- szeptember 25. – II. Rákóczi Ferenc és Hessen–Wanfriedi Sarolta Amália hercegnő összeházasodnak, ami kiváltja a császári udvar rosszallását.[4]
- október 25. – II. Mária angol királynő és III. Vilmos angol király megalapítja Greenwichben a Royal Hospital for Seament.[5]

## Az év témái

### 1694 a jogalkotásban
- december 3. – Angliában elfogadják a Triennial Act-ot, amely kimondja, hogy háromévente parlamenti választást kell tartani.[6]

### 1694 a tudományban
- Carlo Renaldini elsőként javasolja, hogy a hőmérőt úgy osszák fokokra, hogy a víz fagyáspontja és forráspontja legyen a beosztás két kiindulópontja.

## Születések
- március 6. – Grassalkovich Antal, királyi személynök, kamaraelnök, Mária Terézia bizalmasa († 1771)
- június 4. – François Quesnay, francia fiziokrata közgazdász, Madame de Pompadour és XV. Lajos orvosa († 1774)
- augusztus 5. – Leonardo Leo, olasz barokk zeneszerző († 1744)
- augusztus 23. – Brentán Károly, jezsuita hittérítő és utazó († 1752)
- november 21. – Voltaire (er. François Marie Arouet), francia író, filozófus († 1778)
- december 22. – Hermann Samuel Reimarus német filozófus, teológus († 1768)

## Halálozások
- május 17. – Johann Michael Bach, német zeneszerző (* 1648)
- december 28. – II. (Stuart) Mária Anglia királynője (* 1662)